# Mariana Pajón
Mariana Pajón Londoño (ur. 10 października 1991 w Medellín) – kolumbijska kolarka startująca w konkurencji BMX, mistrzyni olimpijska, wielokrotna mistrzyni świata.

## Kariera
Pierwszy tytuł wśród seniorek Mariana Pajón wywalczyła w 2010 roku, kiedy zwyciężyła w konkurencji Cruiser podczas mistrzostw świata w Pietermaritzburgu. Na rozgrywanych rok później mistrzostwach świata w Kopenhadze była najlepsza w wyścigu elite, a w jeździe na czas zajęła trzecie miejsce, za Brytyjką Shanaze Reade i Australijką Caroline Buchanan. W tym samym roku zwyciężyła w wyścigu BMX na igrzyskach panamerykańskich w Guadalajarze. W 2012 roku zwyciężyła na igrzyskach olimpijskich w Londynie, wyprzedzając Sarę Walker z Nowej Zelandii i Laurę Smulders z Holandii. Na tych samych igrzyskach Pajón była ponadto chorążym ekipy Kolumbii podczas ceremonii otwarcia. Nie osiągnęła podobnego sukcesu na rozgrywanych w tym samym roku mistrzostwach świata w Birmingham, gdzie była piąta. Na podium powróciła w 2013 roku, kiedy na mistrzostwach świata w Auckland wygrała jazdę na czas. W zawodach tych wyprzedziła Amerykankę Alise Post i Caroline Buchanan.